# Like the Clouds, Like the Wind
Like the Clouds, Like the Wind (яп. 雲のように風のように Кумо но ё: ни кадзэ но ё: ни, «Словно облако, словно ветер») — полнометражный аниме-фильм режиссёра Хисаюки Ториуми, снятый на Studio Pierrot на основе романа Кэнъити Сакэми, премьера которого состоялась 21 марта 1990 года.

## Сюжет
Гинга — простая, но энергичная деревенская девушка, живущая со своим отцом недалеко от столицы империи в древнем Китае. Когда она узнает о возможности стать наложницей молодого нового императора с возможностью получения регулярных поставок продовольствия в придачу, Гинга убеждает своего отца отпустить её. Оказавшись там, она встречает всех других потенциальных жён императора, каждая из которых имеет различные причины, чтобы быть там. Все они должны научиться читать и писать, изучать историю своей страны. Гинга узнаёт, что жена бывшего императора, которая не приходится матерью нынешнему императору, замышляет предательство, и что восстание уже направляется к столице.

## Персонажи
| Персонажи            | Озвучка         |
| -------------------- | --------------- |
| Гинга                | Итикава Эмия    |
| Корюн                | Ё Иноуэ         |
| Контон               | Кобаяси Акидзи  |
| Ирюда                | Фукуда Нобуаки  |
| Сэсяамин             | Ёко Асагами     |
| Тамюн                | Ацуко Такахата  |
| Какуто               | Кинто Тамура    |
| Мано                 | Китамура Койти  |
| Служанка Таруто-баба | Юдзи Мицуя      |
| Киккё                | Кёда Хисако     |
| Императрица-мать Кин | Тани Икуко      |
| Ино                  | Акимото Ёсукэ   |
| Рассказчик           | Накамура Тадаси |

## Медиа

### Роман
Роман был выпущен и в твёрдом переплёте, и формате бункобон.
| № | Дата публикации                                | ISBN               |
| - | ---------------------------------------------- | ------------------ |
| 1 | 5 март 1989 (Твёрдый переплёт, Синтёся, ¥1200) | ISBN 4-10-375101-0 |
| 1 | 25 апреля 1993 (Бункобон, Синтёся ¥480)        | ISBN 4-10-128111-4 |

### Аниме
Аниме-фильм режиссёра Хисаюки Ториуми, снятый на Studio Pierrot на основе романа Кэнъити Сакэми, премьера которого состоялась 21 марта 1990 года. Фильм был выпущен на DVD в 2002 году. В настоящее время фильм лицензирован в Северной Америке компанией Discotek Media, которая впоследствии выпустила его на DVD и Blu-ray.
Начальная тема:
- «Kumo no yō ni Kaze no yō ni» — исполняет Рюко Сано

## Критика
Роман «Внутренний дворец: гарем, история»  (яп. 後宮小説 Ко:кю: сё:сэцу) выиграл «en:Japan Fantasy Novel Award» в 1989 году.